# کیزیل‌جیک (آردانوچ)
کیزیل‌جیک (به ترکی استانبولی: Kızılcık) یک منطقهٔ مسکونی در ترکیه است که در آردانوچ واقع شده‌است. کیزیل‌جیک ۲۱۱ نفر جمعیت دارد.